# NGC 307
NGC 307 è una galassia lenticolare situata nella costellazione della Balena.
Fu scoperta il 6 settembre 1831 da John Herschel.